# Троицкая волость (Московский уезд)
Троицкая волость — административно территориальная единица Московского уезда Московской губернии Российской империи и РСФСР. Существовала до 1918 года, центром волости было село Троицкое.
Располагалась в северной части Московского уезда, граничила с Марфинской (на севере), Мытищинской (на востоке), Ростокинской, Всехсвятской (на юге), Черкизовской и Озерецкой (на западе) волостями.
По данным 1890 года в состав Троицкой волости, относящейся ко 2-му стану Московского уезда, входило 42 селения, проживало 5960 человек. Волостное правление находилось в селе Троицком, квартиры полицейских урядников размещались в деревнях Пирогово и Хлебниково.

Жители Троицкой волости занимаются посевами зерноваго хлеба; сенокосами; кустарным промыслом; преимущественно подносным и чулочным, — лишние в семье работники уходят на ближайшия фабрики; ведут торговлю трактирную и вообще во всех видах хмельными напитками.— Справочная книжка Московской губернии, 1890 г.
В 1899 году в селениях Архангельское, Виноградово, Манюхино и Хлебниково имелись земские училища, в селе Болтино — церковно-приходское училище и богадельня, в селе Котово-Спасское — училище Юсупово и богадельня.
В начале 1910-х гг. в селениях Беляниново, Горки, Жестово, Клязьма, Лупиха, Манюхино, Новосильцево, Осташково и Хлебниково имелись земские училища, кроме того, в селе Болтино — церковно-приходское начальное училище и фабрика искусственного барашка, в деревне Жестово — церковно-приходская школа, в селе Осташково — земская больница и шерстопрядильная фабрика, в селе Троицком — церковно-приходская школа и кирпичный завод, в сельце Пирогово — суконная фабрика, фабричная больница, церковно-приходская школа и Общество трезвости, в сельце Свиноедово — земский приют, богадельня и больница. В селениях Жестово, Новосильцево, Осташково и Троицкое налажено производство железных подносов.
В 1918 году Троицкая волость была упразднена, а её территория разделена между образованными Коммунистической, Пушкинской и Ульяновской волостями.